# Atomare Einheiten
Die atomaren Einheiten (englisch: atomic units, a. u.) bilden ein natürliches Einheitensystem, das hauptsächlich in der Atom- und Molekülphysik und der Theoretischen Chemie benutzt wird. Die atomaren Einheiten gehen von den Eigenschaften des Elektrons im Wasserstoffatom aus.
Die atomaren Einheiten sind:
| Physikalische Größe | {\displaystyle \qquad 1\;\mathrm {a.u.} \,=} | {\displaystyle \qquad 1\;\mathrm {a.u.} \,=}                                       | SI-Wert |
| ------------------- | -------------------------------------------- | ---------------------------------------------------------------------------------- | --- |
| Länge               | Bohrscher Radius                             | {\displaystyle a_{0}={\frac {\hbar }{\alpha m_{\mathrm {e} }c}}}                   | {\displaystyle \approx 5{,}29\cdot 10^{-11}\,\mathrm {m} }                                                                 |
| Masse               | Elektronenmasse                              | {\displaystyle m_{\mathrm {e} }}                                                   | {\displaystyle \approx 9{,}11\cdot 10^{-31}\,\mathrm {kg} } {\displaystyle \approx 511\,\mathrm {keV/c^{2}} }              |
| Elektrische Ladung  | Elementarladung                              | {\displaystyle e}                                                                  | {\displaystyle \approx 1{,}60\cdot 10^{-19}\,\mathrm {C} }                                                                 |
| Drehimpuls          | reduzierte Planck-Konstante                  | {\displaystyle \hbar }                                                             | {\displaystyle \approx 1{,}05\cdot 10^{-34}\,\mathrm {Js} } {\displaystyle \approx 6{,}58\cdot 10^{-16}\,\mathrm {eV\,s} } |
| Wirkung             | reduzierte Planck-Konstante                  | {\displaystyle \hbar }                                                             | {\displaystyle \approx 1{,}05\cdot 10^{-34}\,\mathrm {Js} } {\displaystyle \approx 6{,}58\cdot 10^{-16}\,\mathrm {eV\,s} } |
| Energie             | Hartree-Energie                              | {\displaystyle E_{\mathrm {h} }={\frac {\hbar ^{2}}{m_{\mathrm {e} }{a_{0}}^{2}}}} | {\displaystyle \approx 4{,}36\cdot 10^{-18}\,\mathrm {J} } {\displaystyle \approx 27{,}2\,\mathrm {eV} }                   |
| Zeit                |                                              | {\displaystyle {\frac {\hbar }{E_{\mathrm {h} }}}}                                 | {\displaystyle \approx 2{,}42\cdot 10^{-17}\,\mathrm {s} }                                                                 |

Die atomare Masseneinheit {\displaystyle u} gehört trotz ihres Namens nicht zu den Atomaren Einheiten. Diese beschreibt näherungsweise die Masse der Atomkerne und wird vor allem in der Physik und (Bio-)Chemie für die Angabe von Atom- und Molekülmassen verwendet.
Werte in atomaren Einheiten sind formal dimensionslos, Größen, die in SI-Einheiten nicht dimensionslos sind, werden aber üblicherweise durch das formale „Einheitenzeichen“ a.u. gekennzeichnet (die Punkte sind Teil des Einheitenzeichens).
{\displaystyle e=m_{\mathrm {e} }=\hbar ={\frac {1}{4\pi \varepsilon _{0}}}=1\;\mathrm {a.u.} }.
Beispielsweise ist eine Masse von {\displaystyle 2\ \mathrm {a.u.} } das Doppelte der Elektronenmasse, während eine elektrische Feldstärke von
{\displaystyle 1\;\mathrm {a.u.} ={\frac {\hbar ^{2}}{m\cdot e\cdot a_{0}^{3}}}}
die Feldstärke ist, die in einem Abstand von einem bohrschen Radius von einer Elementarladung herrscht.
Die Lichtgeschwindigkeit hat den Wert {\displaystyle 1/\alpha \approx 137\;\mathrm {a.u.} }, wobei {\displaystyle \alpha } die Feinstrukturkonstante ist. Mit CODATA 2014 wurden die SI-Einheiten für genau diese Grundeinheiten sowie für weitere 18 abgeleitete atomare Einheiten gelistet. Die Größenordnungen lassen sich mithilfe des Bohrschen Atommodells so interpretieren, dass die Längeneinheit {\displaystyle a_{0}} der Radius und die Zeiteinheit {\displaystyle \mathrm {a.t.u.} } die Umlaufzeit der ersten Elektronenbahn ist, sowie die Energieeinheit {\displaystyle E_{\text{h}}} die doppelte Ionisierungsenergie des H-Atoms.
Der Gebrauch von atomaren Einheiten vereinfacht die Schrödingergleichung.
Zum Beispiel ergibt sich der Hamilton-Operator für ein Elektron im Wasserstoffatom zu:
- in SI-Einheiten:

{\displaystyle {\hat {H}}=-{\frac {\hbar ^{2}}{2m_{\mathrm {e} }}}\nabla ^{2}-{\frac {1}{4\pi \varepsilon _{0}}}{\frac {e^{2}}{r}}}
- in atomaren Einheiten:

{\displaystyle {\hat {H}}=-{\frac {\nabla ^{2}}{2}}-{\frac {1}{r}}}

## Atomare Einheiten für magnetische Größen
Nicht eindeutig definiert sind atomare Einheiten für Größen des Magnetfeldes wie die magnetische Flussdichte {\displaystyle B}. Entweder gilt für eine elektromagnetischen Welle im Vakuum wie in SI-Einheiten {\displaystyle B=E/c} oder wie in gaußschen Einheiten {\displaystyle B=E}. Dabei bezeichnet {\displaystyle E} die elektrische Feldstärke und {\displaystyle c} die Lichtgeschwindigkeit. Diese unterschiedlichen Festlegungen haben Auswirkungen auf alle Größen, die sich von der magnetischen Flussdichte ableiten. So entspricht etwa das Bohrsche Magneton nur in SI-basierten atomaren Einheiten {\displaystyle 1/2\;\mathrm {a.u.} \ } Verschiedene konstante Vorfaktoren ergeben sich beim Berechnen der Intensität einer elektromagnetischen Welle aus der elektrischen Feldstärke.
Mit CODATA 2014 wurden insbesondere auch die Werte in SI-Einheiten für die atomaren Einheiten der magnetischen Flussdichte {\displaystyle B_{\mathrm {au} }=\hbar /(a_{0}^{2}e)}, der elektrischen Feldstärke {\displaystyle {\vec {E}}_{\mathrm {au} }=E_{\mathrm {h} }/(a_{0}e)}, der Geschwindigkeit {\displaystyle v_{\mathrm {au} }=c\alpha } und darauf aufbauend des Bohrschen Magnetons etc. berechnet.